# Nébuleuse de la Carène
La nébuleuse de la Carène (ou Grande nébuleuse de la Carène, NGC 3372) est une nébuleuse en émission et une nébuleuse par réflexion située dans la constellation de la Carène. Elle a été découverte par l'astronome français Nicolas-Louis de Lacaille en 1752 depuis le cap de Bonne-Espérance en Afrique du Sud.
À une distance d'environ 8 500 années-lumière estimée à l'aide des données récentes du satellite Gaia et une dimension apparente de 120 minutes d'arc, cette nébuleuse est l'une des plus vastes régions HII connues de notre galaxie avec une envergure approchant les 300 années-lumière. Bien que quatre fois plus grande et plus lumineuse que la nébuleuse d'Orion, la nébuleuse de la Carène est moins célèbre en raison de sa position lointaine dans le ciel de l'hémisphère sud. Comme la nébuleuse d'Orion, NGC 3372 est visible à l'œil nu, mais on ne distingue pas les couleurs que l'on voit sur les photos télescopiques, seulement une tache blanchâtre.
La nébuleuse de la Carène renferme la grande association stellaire OB Carina OB1 (en) et plusieurs amas ouverts contenant de très nombreuses étoiles de type O ainsi que plusieurs étoiles Wolf-Rayet. L'association Carina OB1 englobe les amas Trumpler 14 et Trumpler 16. Trumpler 14 est l'un des plus jeunes amas connus, âgé de seulement 6,8 millions d'années. L'étoile WR 25 est la plus lumineuse connue de la Voie lactée et elle se trouve dans Trumpler 16. Le célèbre système stellaire d'Eta Carinae et la supergéante bleue de classe O HD 93129 A se trouvent aussi dans Trumpler 16. Trumpler 15, Collinder 228, Collinder 232, NGC 3293 et l'amas de la nébuleuse NGC 3324 sont aussi considérés comme membres de l'association Carina OB1. NGC 3293 est l'amas le plus vieux et le plus éloigné de Trumpler 14, indiquant ainsi une séquence de formation d'étoiles toujours active.

## Objets dans la nébuleuse de la Carène

### Êta de la Carène (η Car, Eta Carinae)

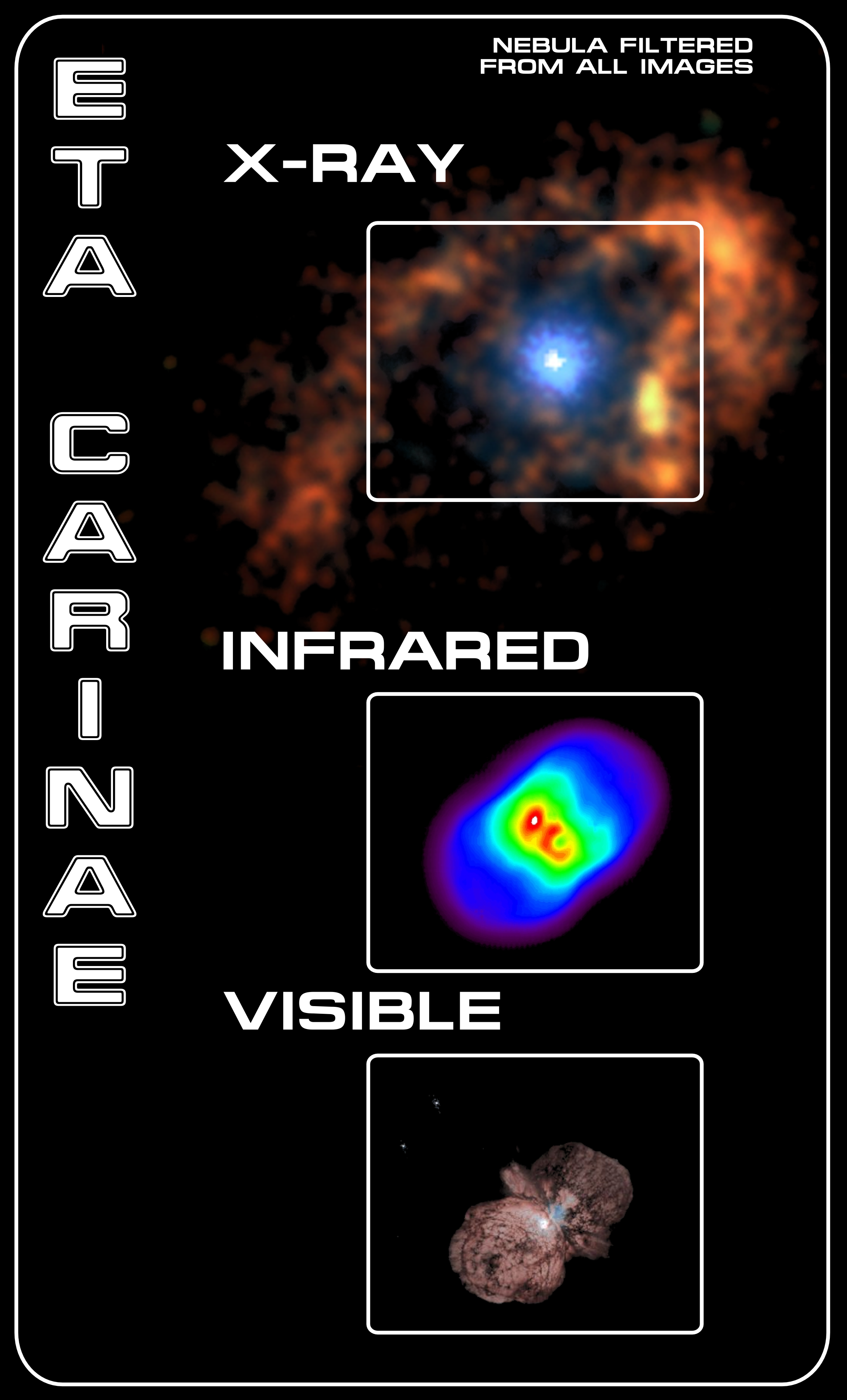
Êta de la Carène dans trois longueurs d'onde.

Êta de la Carène (η Car) est une étoile hypergéante extrêmement lumineuse. Les estimations de sa masse vont de 100 à 150 fois celle du Soleil et sa luminosité est environ quatre millions de fois supérieure à celle du Soleil. 
C'est l'étoile la plus massive que l'on peut étudier de manière très détaillée à cause de son emplacement et de sa taille. Plusieurs autres étoiles connues peuvent être plus lumineuses et plus massives, mais les données les concernant sont beaucoup moins fiables. Puisque des exemples, tels que l'étoile du Pistolet, ont été rétrogradés grâce à l’amélioration des données, il convient d’être sceptique quant à la plupart des listes disponibles des étoiles les plus massives. Bien que les listes des étoiles les plus lumineuses varient d'une source à l'autre, η Car y figure parmi les dix premières étoiles avec une luminosité égale à 5 millions de fois celle du Soleil.
Les étoiles dont la masse est supérieure à 80 fois celle du Soleil sont des millions de fois plus lumineuses. Elles sont rares, à peine quelques dizaines dans notre galaxie et elles approchent une situation hors de contrôle connue sous le nom de limite d'Eddington, c'est-à-dire une situation où leur pression de radiation prend le dessus sur la gravité. Des constituants de l'étoile sont alors éjectés. Les étoiles de plus de 120 masses solaires dépassent la limite théorique d’Eddington et leur gravité est à peine suffisante pour retenir leur rayonnement et leurs gaz, ce qui pourrait entraîner une supernova ou une hypernova dans un proche avenir.
Les effets d'η Car sur la nébuleuse peuvent être observés directement. Les globules sombres et certains autres objets moins visibles ont des queues pointant directement dans la direction de l'étoile massive. L'apparence globale de la nébuleuse de la Carène devait être passablement différent avant la grande éruption d'η Car en 1841, éruption qui a entouré l'étoile de poussière réduisant ainsi considérablement le rayonnement ultraviolet qu'elle déversait dans son environnement.

### Nébuleuse de l'Homoncule

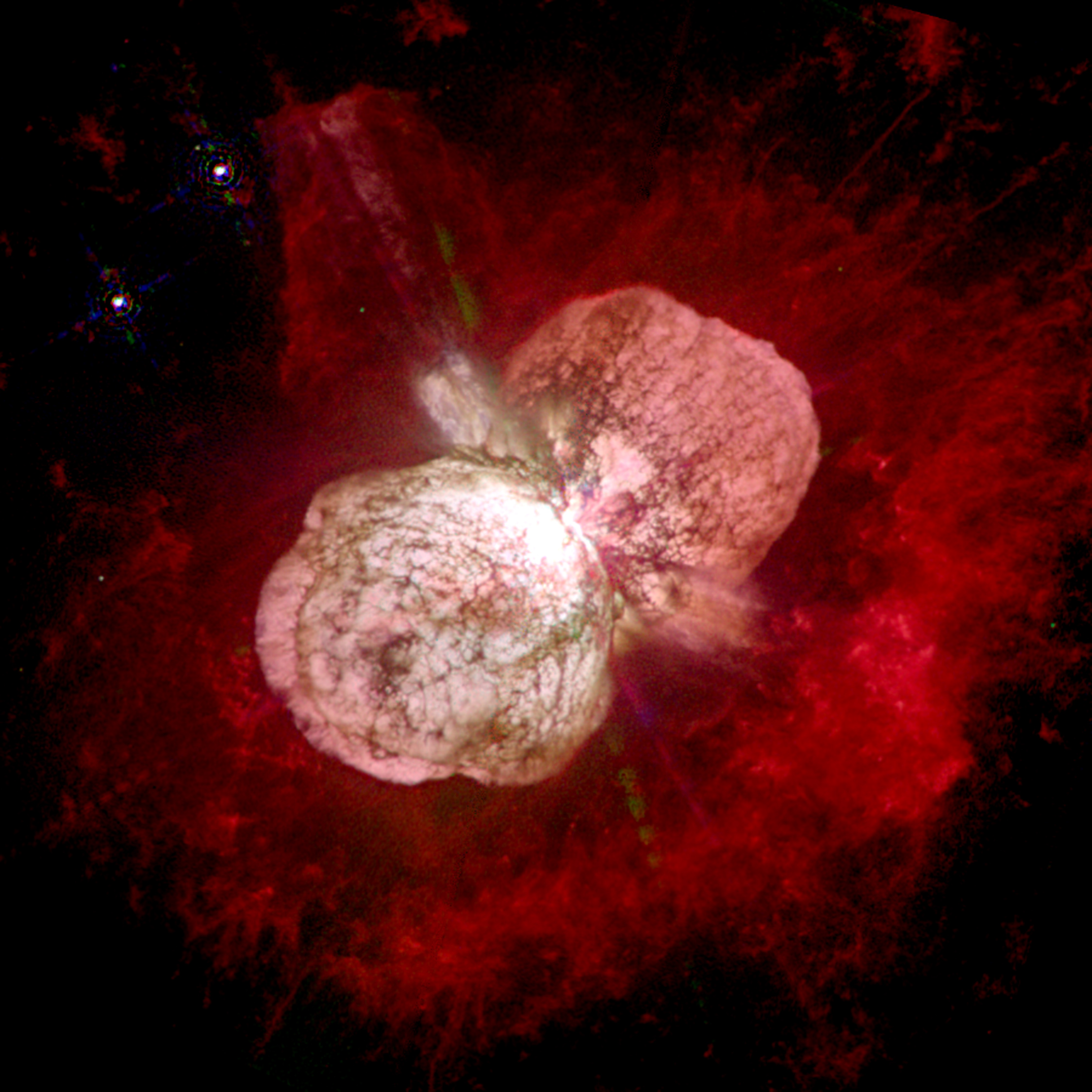
Êta de la Carène entourée de la nébuleuse de l'Homoncule.

Dans la nébuleuse, on retrouve une composante beaucoup plus petite qui entoure l'étoile η Car. On lui a donné le nom de nébuleuse de l'Homoncule, du mot latin homunculus qui signifie petit homme. On pense que ce nuage bipolaire a été éjecté de l'étoile lors d'une énorme explosion observée en 1841, qui a fait brièvement de η Car la deuxième étoile la plus brillante du ciel.  
La nébuleuse de l'Homoncule est une petite région HII renfermant des gaz soumis à des chocs les propulsant soit dans des états ionisés ou excités. L'Homoncule absorbe aussi une grande partie du rayonnement du système stellaire central extrêmement lumineux et le réémet dans le domaine de l'infrarouge. L'Homoncule est l'objet le plus brillant du ciel aux longueurs d'onde de l'infrarouge moyen.

### Nébuleuse du trou de serrure

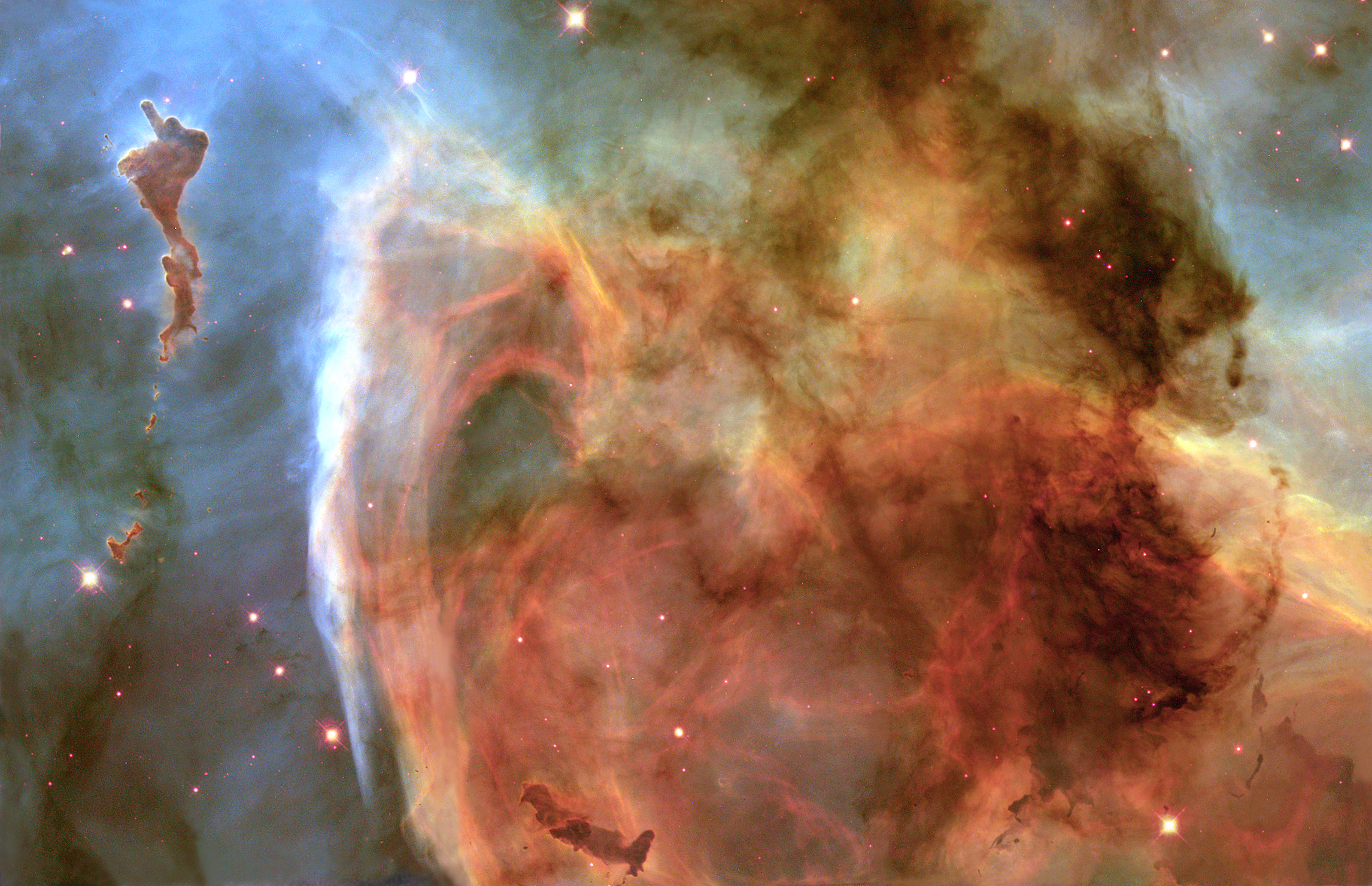
La nébuleuse du trou de serrure en haut à gauche de l'image pris par le télescope spatial Hubble. Cette nébuleuse a aussi été surnommée le doigt de Dieu en raison de sa ressemblance avec un doigt d'honneur.

Le trou de serrure, ou nébuleuse du trou de serrure, est un petit nuage sombre de molécules froides et de poussière dans la nébuleuse de la Carène. Il contient aussi des filaments brillants de gaz chaud et fluorescent se découpant sur la nébuleuse de fond, beaucoup plus lumineuse. John Herschel l'a décrit comme un lemniscate ou une vacuité ovale (« oval vacuite ») lors de sa première description pour s'en tenir par la suite au vacuité ovale. Le terme lemniscate a continué d'être utilisé pour décrire cette partie de la nébuleuse jusqu'à ce qu'Emma Converse, une écrivaine en astronomie, décrive sa forme comme ressemblant à un trou de serrure dans un article paru en 1873 dans le Appleton's Journal (en). Ce nom est maintenant d'usage courant et il est parfois malheureusement utilisé pour désigner l'ensemble de la nébuleuse de la Carène.

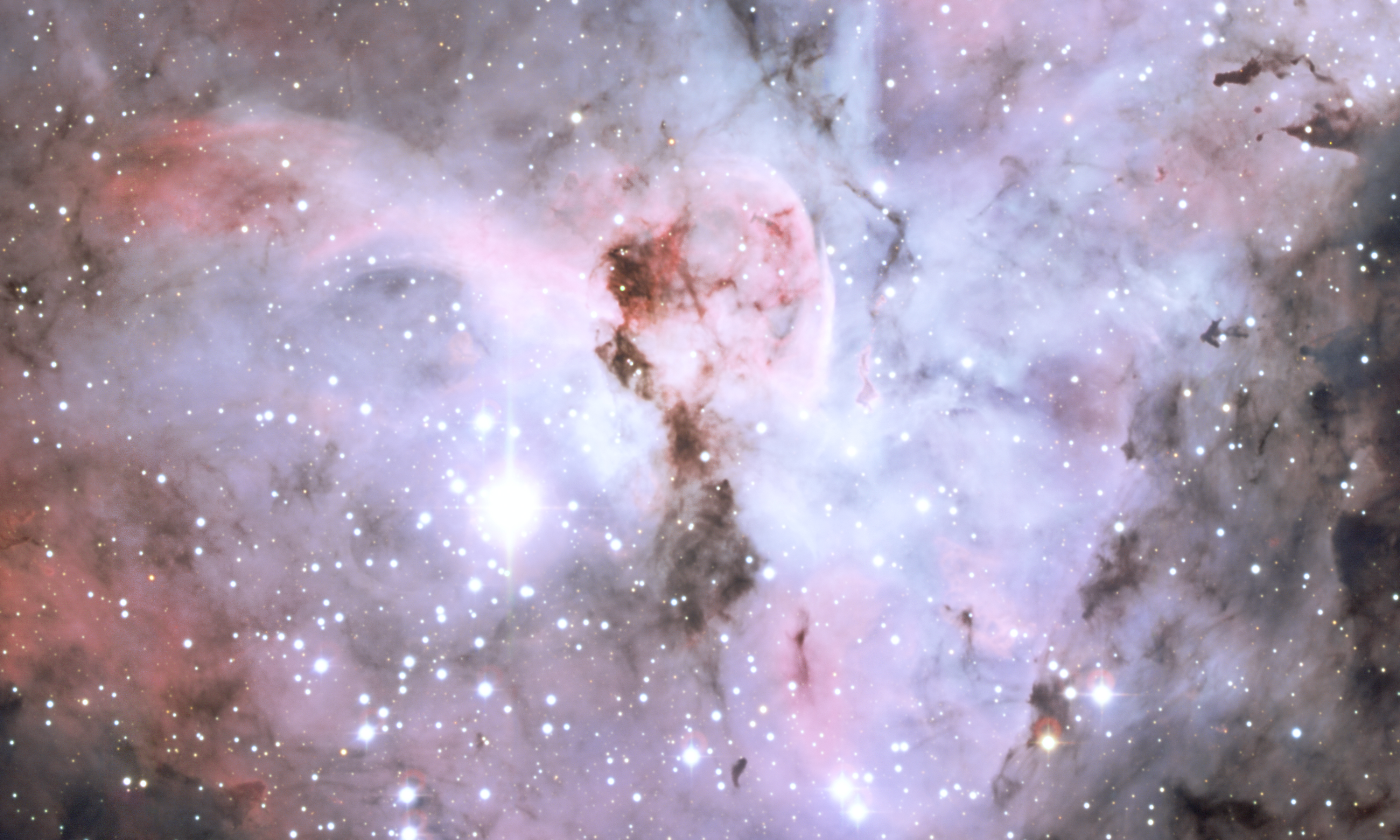
Le trou de serrure est la nébulosité obscure superposée à l'environnement plus brillant de la nébuleuse de la Carène (Observatoire européen austral).

Le diamètre de la structure en trou de serrure est d’environ sept années-lumière. Son apparence a considérablement changé depuis sa première observation, probablement en raison de modifications du rayonnement ionisant d’η Car. Le trou de la serrure n'a pas sa propre désignation dans le catalogue NGC. Il est parfois désigné à tort NGC 3324, mais cette désignation du catalogue fait référence à une nébuleuse en émission située juste au nord-ouest de la nébuleuse de la Carène ou quelquefois à l'amas d'étoiles de cette même nébuleuse.

### Trumpler 14

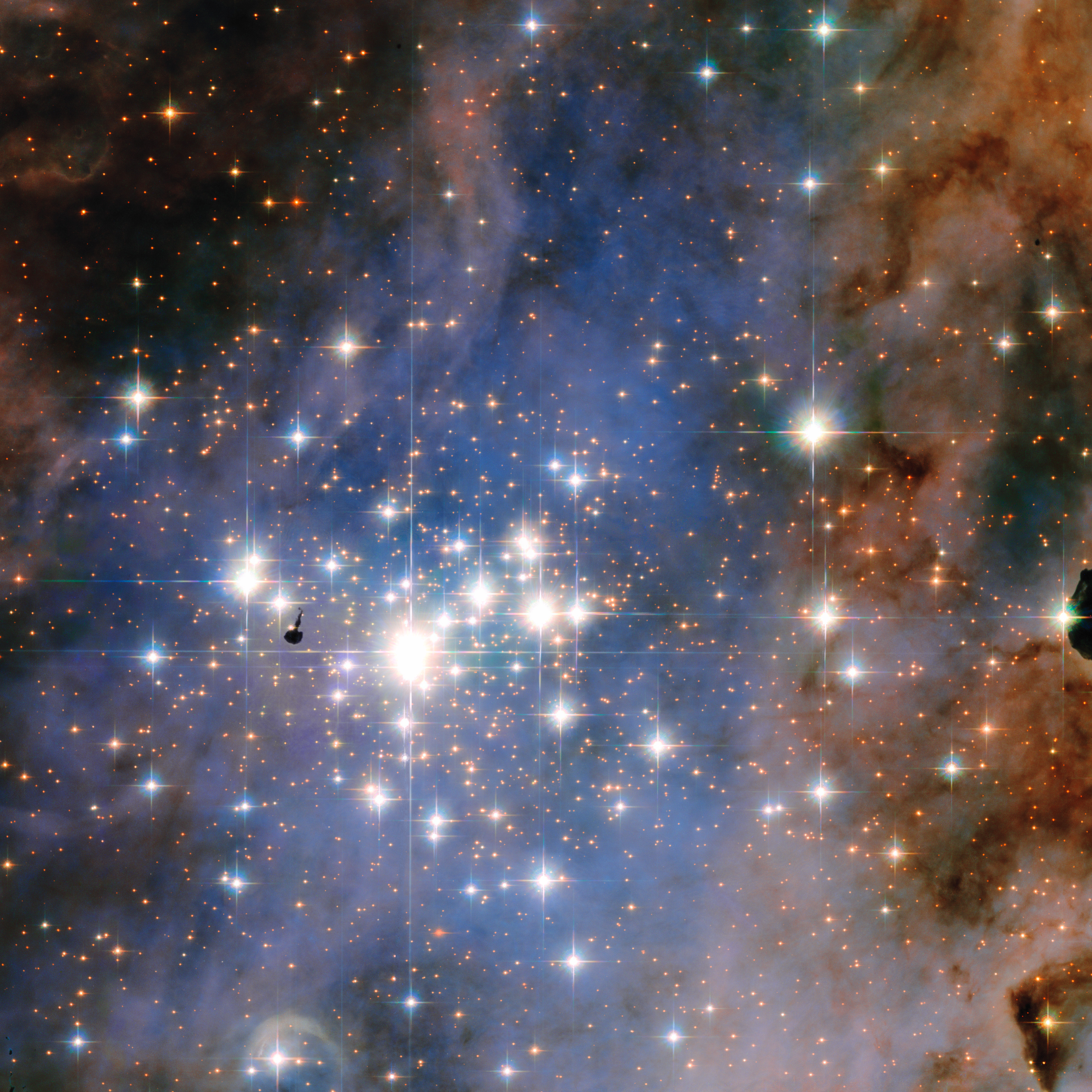
Trumpler 14 par le télescope spatial Hubble.

Trumpler 14 est un amas ouvert d'un diamètre de six années-lumière (1,8 pc) situé dans les régions intérieures de la nébuleuse de Carina, à environ 2 733 pc (8 900 années-lumière) de la Terre. Il s’agit de l'un des principaux amas de l’ association stellaire Carina OB1, la plus grande association de la nébuleuse Carina. Cet amas est très jeune, environ 6,8 millions d'années. Environ 2 000 étoiles ont été identifiées dans Trumpler 14 et la masse totale de l'amas est estimée à 4300 {\displaystyle M_{\odot }}.

### Trumpler 15

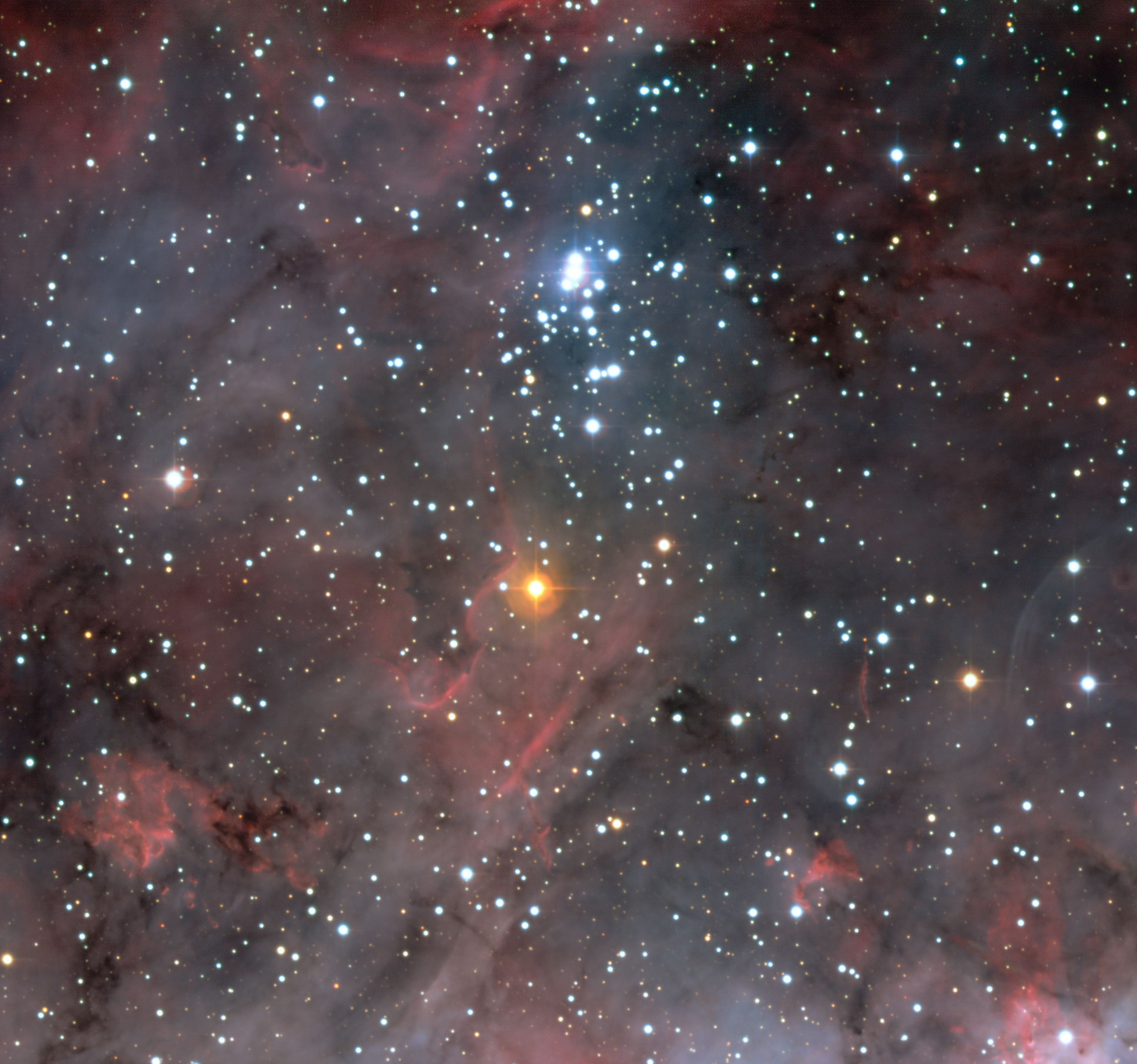
Trumpler 15 (Observatoire européen austral).

Trumpler 15 est un amas d'étoiles situé au nord-est de la nébuleuse de la Carène. Les premières études étaient en désaccord sur sa distance, mais les mesures astrométriques effectuées par la mission Gaia ont confirmé qu'il s'agissait d'une distance comparable au reste de l'association Carina OB1. Selon la base de données WEBDA, Trumpler 15 est à 1 853 pc de la Terre, soit à environ 6 044 années-lumière et son âge est de 8,4 millions d'années.

### Trumpler 16

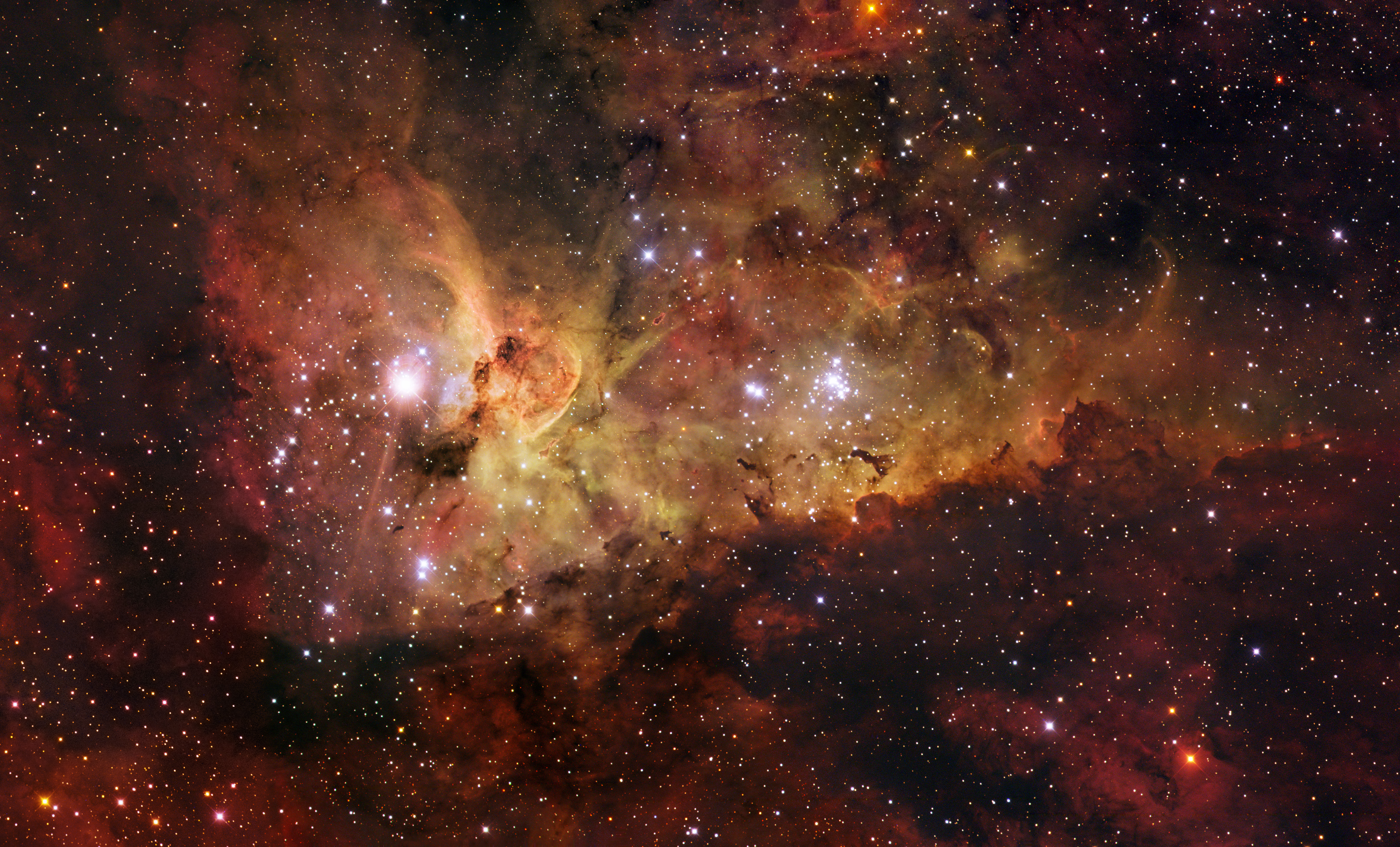
Cette image par le télescope Danois de 1,5 mètre montre la nébuleuse de la Carène dans le proche infrarouge. Trumpler 16 est l'amas d'étoile à gauche d'η Car, l'étoile la plus brillante de l'image.

Trumpler 16 est l’un des principaux amas de l’ association stellaire Carina OB1 et il est plus grand et plus massif que Trumpler 14. L'étoile η Car fait partie de cet amas. Selon la base de données WEBDA, Trumpler 16 est à 2 673 pc de la Terre, soit à environ 8 718 années-lumière et son âge est de 6,1 millions d'années.

### Montagne mystique

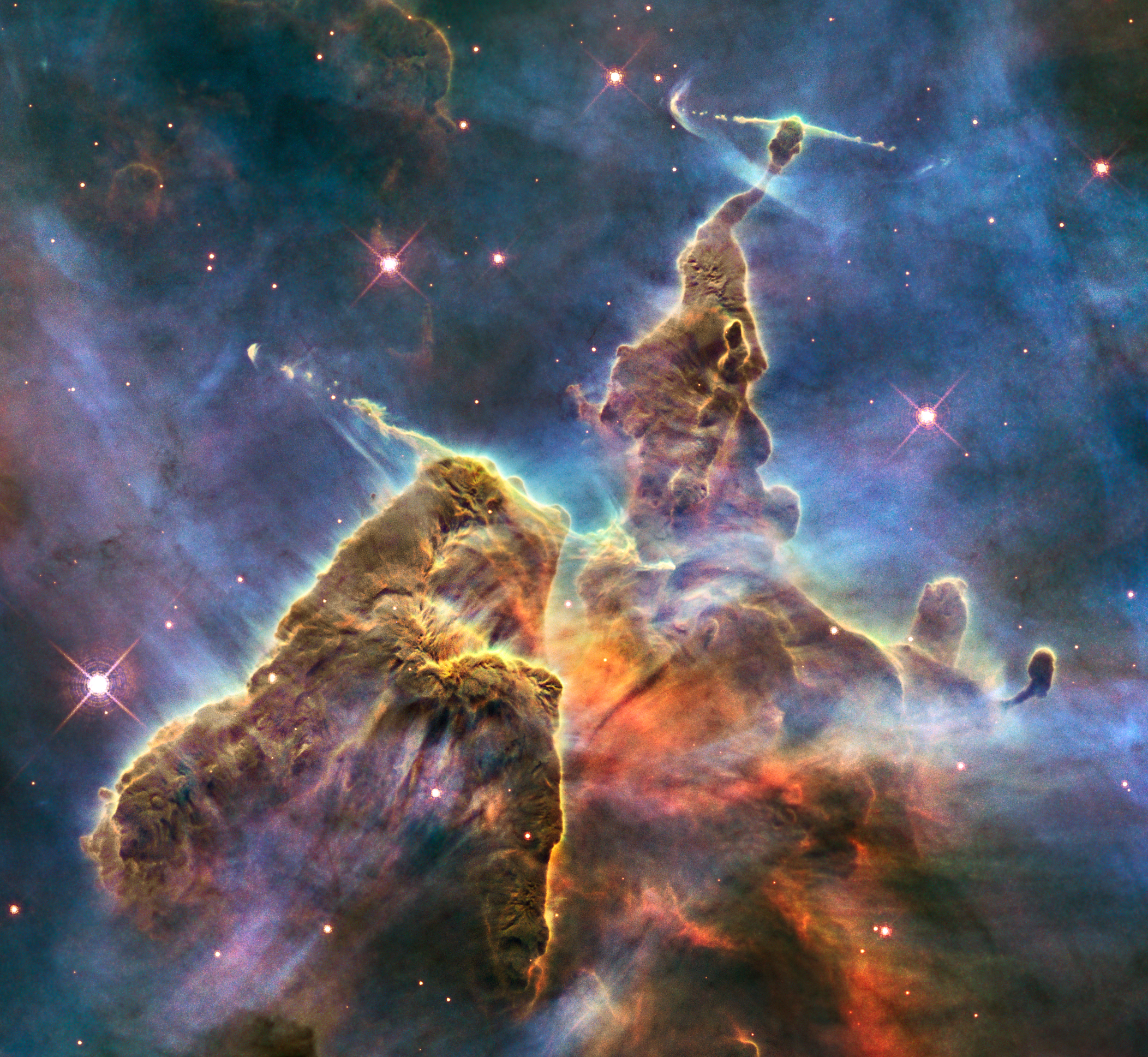
La montagne mystique capturée par le télescope spatial Hubble.

La montagne mystique est un surnom que l'on a donné à un pilier de poussière et de gaz que le télescope spatial Hubble a pris en photo pour célébrer son 20e anniversaire. La région a été captée par la caméra à large champ WFC3 du télescope les 1er et 2 février 2010. La hauteur du pilier est d'environ trois années-lumière. On peut voir sur la photo prise par Hubble des étoiles naissantes qui projettent des jets de gaz ruisselant de ses sommets.

### WR 22

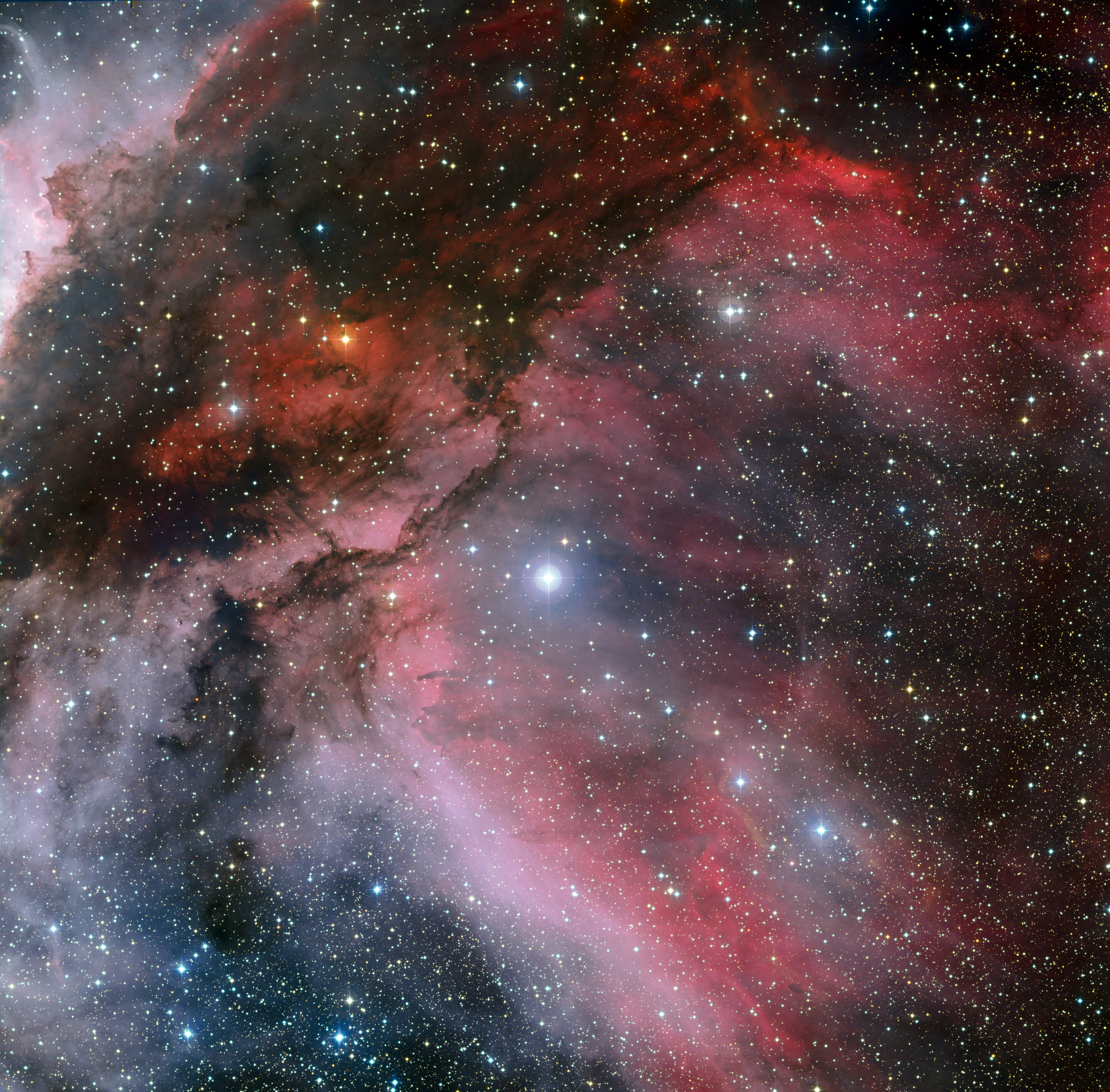
WR 22 par l'observatoire de La Silla de l'ESO.

WR 22 est un système stellaire binaire à éclipses dont l'étoile massive est de type Wolf-Rayet et la plus petite de type O. Les données orbitales recueillies ont permis de calculer les masses des deux étoiles du système : 55,3 ± 7,3 {\displaystyle M_{\odot }} pour l'étoile la plus massive et 20,6 ± 1,7 {\displaystyle M_{\odot }} pour la plus petite.

### WR 25

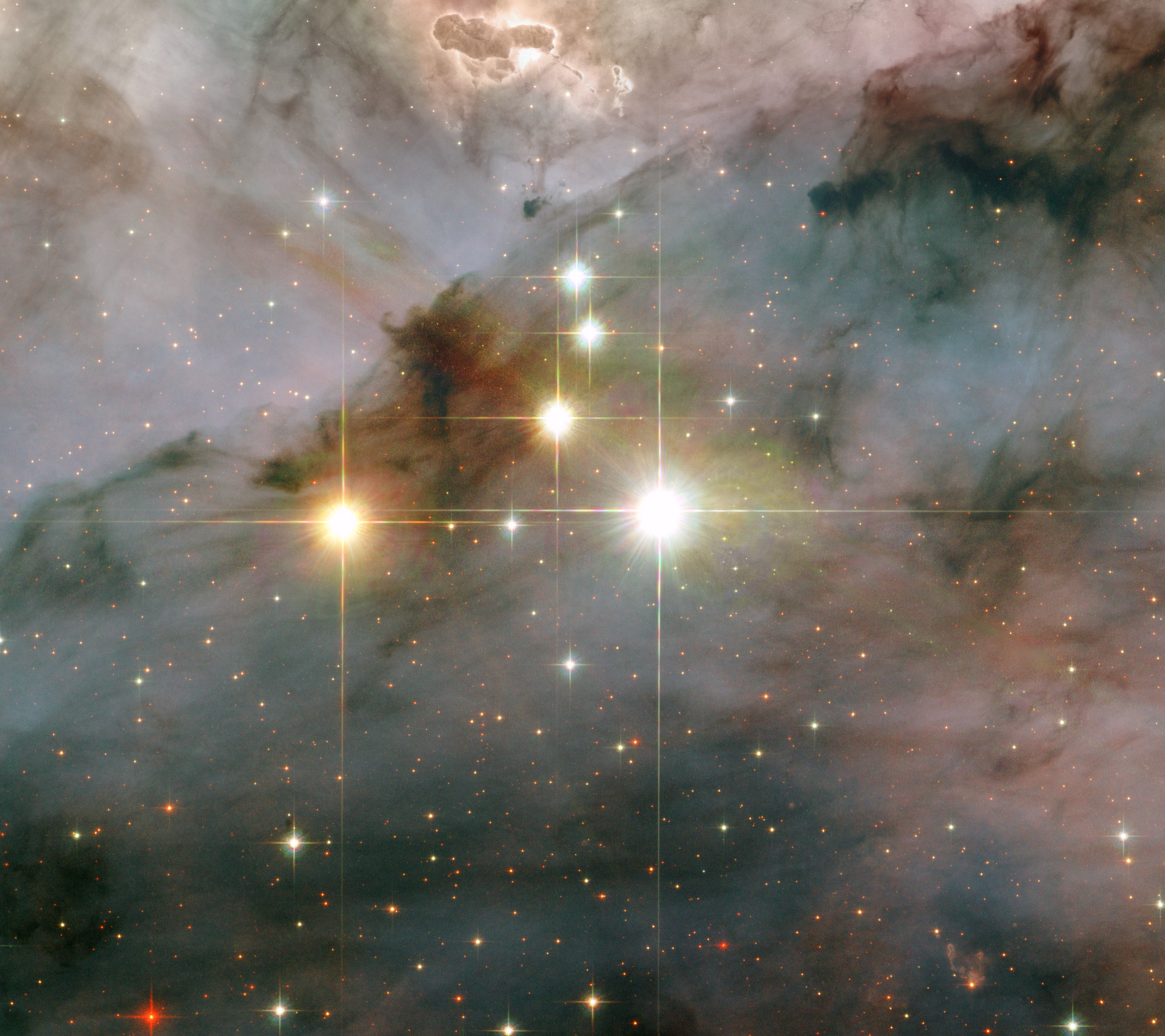
L'étoile la plus brillante est WR 25 (une partie de l'image prise par le télescope spatial Hubble).

WR 25 est un système binaire situé dans la partie centrale de la nébuleuse de la Carène. Ce système stellaire fait partie de l'amas Trumpler 16. L'étoile la plus massive principale est de type Wolf–Rayet. C'est peut-être l'étoile la plus lumineuse de la galaxie. La plus petite secondaire est difficile à observer, mais on pense qu’il s’agit d’une étoile de type OB.

### HD 93129
HD est un système stellaire composé de trois étoiles de type O. Les trois étoiles de HD 93129 sont parmi les plus lumineuses de la Voie lactée. HD 93129 est constitué de deux composantes clairement résolues : HD 93129 A et HD 93129. HD 93129 A est lui-même un système binaire dont les deux étoiles sont beaucoup plus rapprochées.

### HD 93250
HD 93250 est l’une des étoiles les plus brillantes de la nébuleuse de la Carène. On sait qu'il s'agit d'une étoile binaire, mais les spectres individuels des deux composantes n’ont jamais été observés. Le système est à seulement 7,5 minutes d'arc d'η Car. On considère que HD 93250 fait partie de l'amas Trumpler 16, même s'il semble plus rapproché de Trumpler 14.

### HD 93205
HD 93205 est un système binaire de deux étoiles de la séquence principale. L'étoile la plus massive est de type 03.5. Sa masse a été calculée à partir des paramètres orbitaux des orbites. Elle est comprise entre 40 et 60 {\displaystyle M_{\odot }}.
L'étoile la moins massive est de type 08 et sa masse est d'environ 20 {\displaystyle M_{\odot }}. Elle se déplace très rapidement sur son orbite à une vitesse de plus de 300 km/s.

## Catalogue des amas ouverts de NGC 3372
En 1998, il y avait 8 amas ouvert connus dans le nébuleuse de la Carène :
- Bochum 10 (Bo 10) ;
- Bochum 11 (Bo 11) ;
- Collinder 228 (Cr 228)[28] ;
- Collinder 232 (Cr 232) ;
- Collinder 234 (Cr 234) ;
- Trumpler 14 (Tr 14, Cr 230) ;
- Trumpler 15 (Tr 15, Cr 231) ;
- Trumpler 16 (Tr 16, Cr 233).

## Galerie

La spectaculaire pouponnière d'Êta Carina imagée par le Très Grand Télescope de l'ESO.
La nébuleuse de la Carène en lumière infrarouge (ESO).
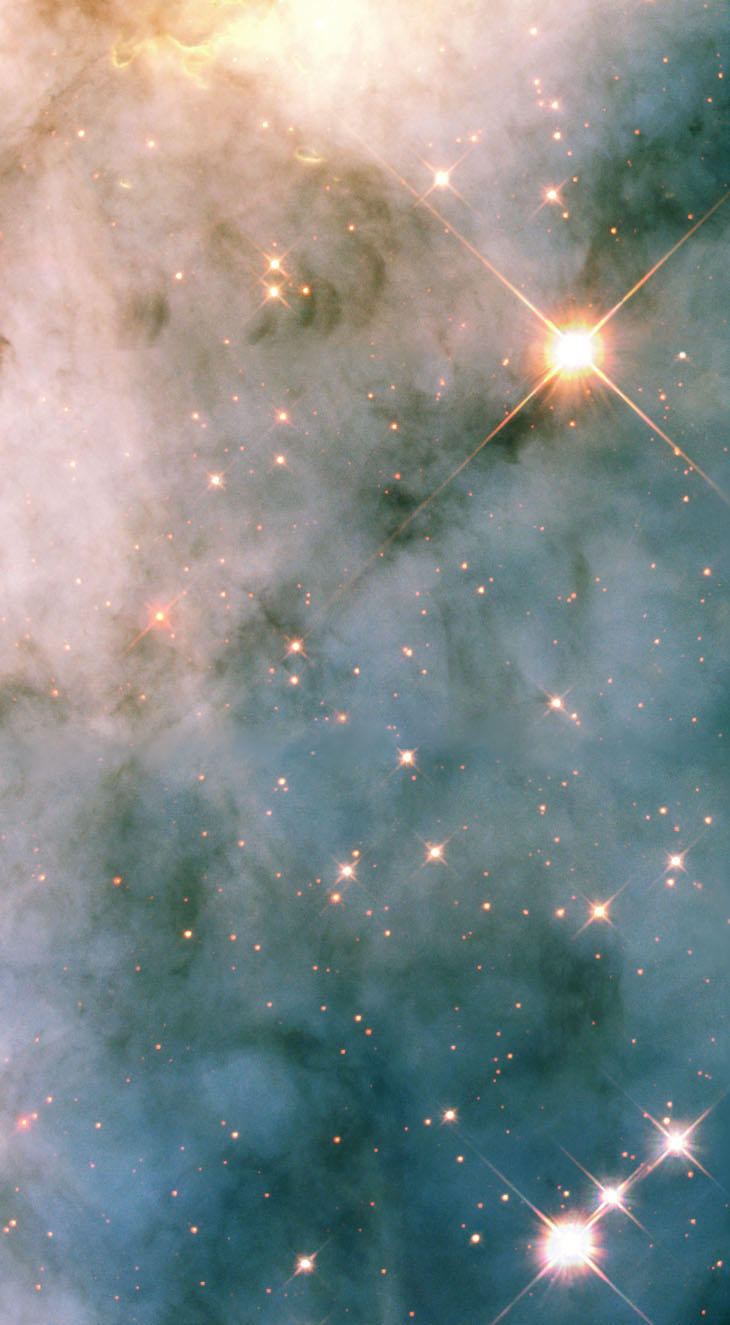
Le voisinage turbulent autour de l'étoile η Car est sculpté par ses forts vents stellaires (Par le télescope spatial Hubble).
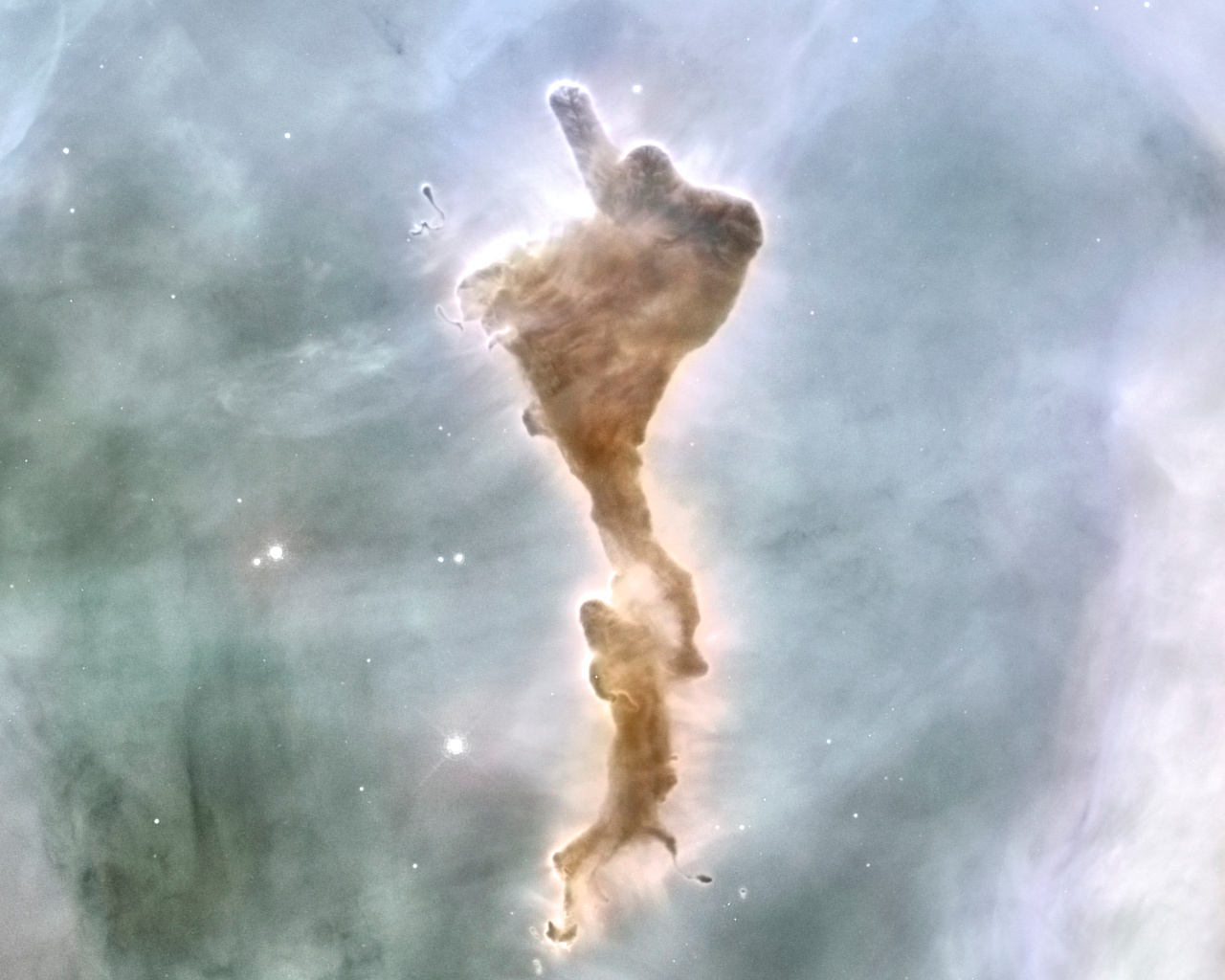
Gros plan du « doigt de Dieu ».
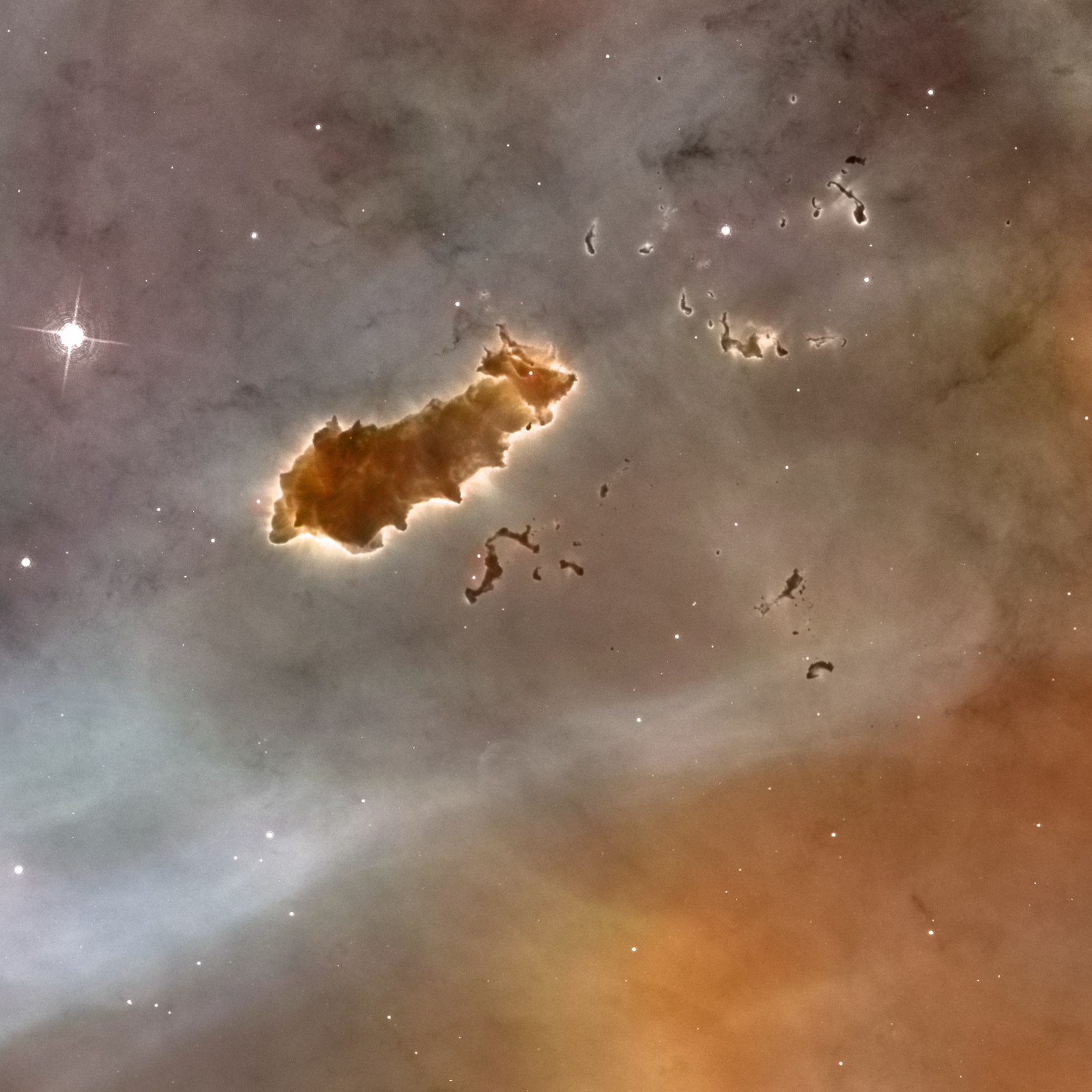
Ce globule de Bok a été surnommé la chenille (Par le télescope spatial Hubble).
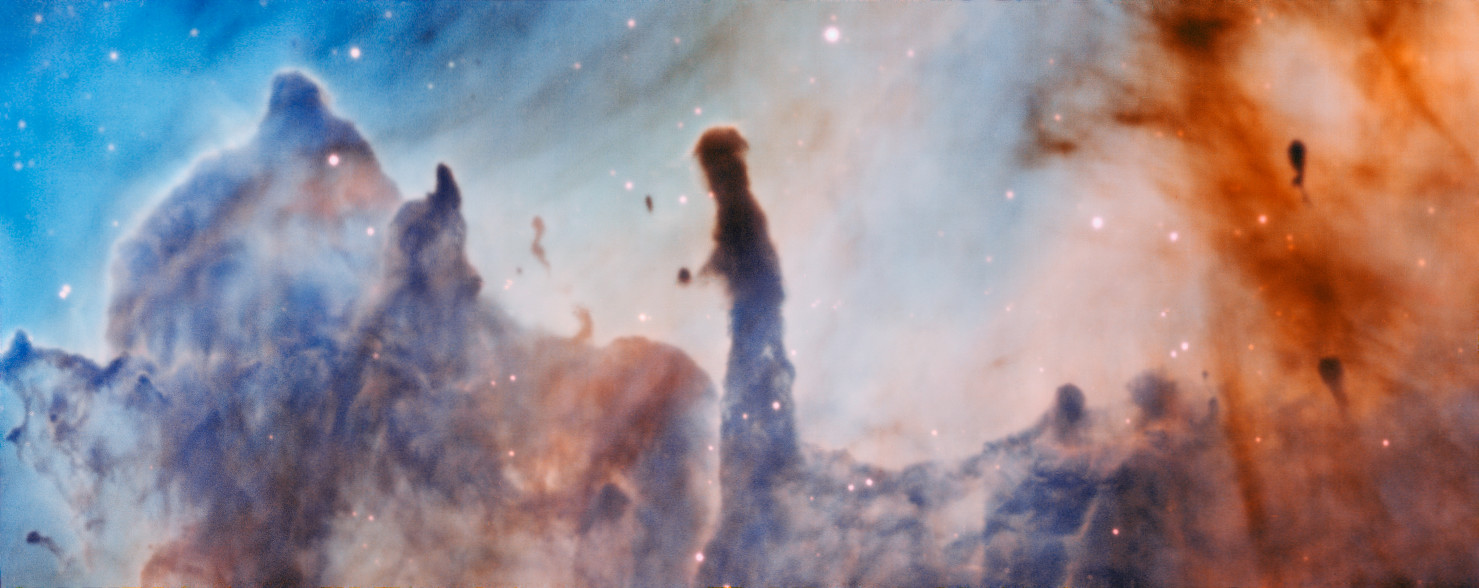
La région R44 dans la nébuleuse de la Carène (Très Grand Télescope de l'ESO).
Les «Falaises cosmiques» de cette nébuleuse par JWST. Credits: NASA/ESA/CSA/STScI. Juillet 2022